# Bona (imię)
Bona – imię żeńskie oznaczające "dobra". Łacińskie słowo, od którego imię to pochodzi (bonus — "dobry"; bona — "dobra") nie ma pochodzenia indoeuropejskiego.
Bona imieniny obchodzi 29 stycznia, 24 kwietnia i 14 maja.
Znane osoby noszące imię Bona:
- Bona Sforza – żona króla Polski, Zygmunta Starego.
- Bonnie Tyler – amerykańska piosenkarka
- Bonnie Wright